# Nordische Skiweltmeisterschaften 1926/Teilnehmer (Schweden)
| Goldmedaillen | Silbermedaillen | Bronzemedaillen |
| ------------- | --------------- | --------------- |
| —             | —               | —               |

Schweden wurde bei den vom Internationalen Skiverband rückwirkend zu den 3. Nordischen Skiweltmeisterschaften erklärten FIS-Rennen von 1926 in Lahti in Finnland von 10 Athleten vertreten.
Die schwedischen Teilnehmer traten zumeist im Skilanglauf über 30 und 50 km an und erreichten durch Sven Åström und Gustaf Jonsson einen vierten und zwei fünfte Plätze. In der Nordischen Kombination erreichter Verner Pettersson als bester seines Landes den siebten Rang, im Skispringen vermochte sich kein Schwede in den vorderen Rängen zu platzieren.

## Teilnehmer und Ergebnisse
| Sportler            | Verein od. Ort | Skilanglauf 30 km | Skilanglauf 50 km | Skispringen K-40 | Nord. Komb. K-40/15 km |
| ------------------- | -------------- | ----------------- | ----------------- | ---------------- | ---------------------- |
| Sven Andersson      |                | DNF               | 14.               | –                | –                      |
| Sven Åström         |                | 5.                | 8.                | –                | –                      |
| A. Berg             |                | DNS               | DNF               | –                | –                      |
| Viktor Dahlén       |                | –                 | –                 | 24.              | 17.                    |
| Adolf V. Forsmark   |                | DNF               | 12.               | –                | –                      |
| Oskar Gavelin       |                | 14.               | DNS               | –                | –                      |
| Frans Isaksson      |                | 12.               | 11.               | –                | –                      |
| Gustaf HusumJonsson | Lycksele IF    | 4.                | 5.                | –                | –                      |
| Birger Östrand      |                | –                 | –                 | 23.              | 13.                    |
| Verner Pettersson   |                | –                 | –                 | 21.              | 7.                     |